# Peter Parler

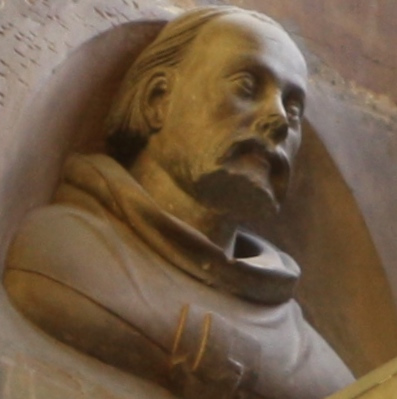
Byst föreställande Peter Parler i domkyrkan i Prag

Peter Parler, född omkring 1330, död 13 juli 1399, var en tysk stenhuggare. Han var son till Heinrich Parler den äldre och far till Johann Parler.

## Biografi
Peter Parler blev Böhmens störste mästare under höggotiken. Från år 1353 ledde han byggandet av Vituskatedralen i Prag som han gav en fri och öppen rumsbildning med djärvt upplösta murar. Hans skulpturer i domen, särskilt porträttbysterna, präglas av en anmärkningsvärd psykologisk nyanseringsförmåga. Han uppförde även flera andra kyrkobyggnader. 
Parlers stenhuggarmärke återfinns bland annat i kollegiatkyrkan i Kolín. Den gamla Karlsbron över Moldau i Prag med dess berömda torn och skulpturer är ett verk av honom. Han ledde också en bildhuggarverkstad, vars främsta arbeten i sten och trä prydde domkyrkan i Prag, samt sträckte även sin verksamhet till metallkonstens område med flera guldsmedsarbeten i domkyrkans skattkammare.

## Utmärkelser
Asteroiden 6550 Parléř är uppkallad efter honom.